# Acoso inmobiliario
El acoso inmobiliario consiste en ejercitar hostigamiento para provocar la auto privación del derecho al disfrute de una vivienda en propiedad o arrendada. Su finalidad es el enriquecimiento torticero.

## Definición
La Ley Española del Derecho a la Vivienda lo tipifica así: "Toda actuación u omisión con abuso de derecho que tiene el objetivo de perturbar a la persona acosada en el uso pacífico de su vivienda y crearle un entorno hostil, ya sea en el aspecto material, personal o social, con la ultima finalidad de forzarla a adoptar una decisión no deseada sobre el derecho que la ampara para ocupar la vivienda". Concuerda con los delitos de Trato Degradante (artículo 15 CE, 1978), Estafa, Fraude y Corrupción entre Particulares.

## Aspectos socioeconómicos
Los vecinos se sienten indefensos ante el acoso inmobiliario, ya sea porque es difícil de probar o porque los inquilinos o propietarios de las viviendas suelen ser personas mayores, o de bajo nivel cultural o con pocos recursos para permitirse pagar a un abogado. 
En la teoría de los Derechos humanos, la vivienda o residencia habitual se considera vivienda necesaria. Para ser persona necesitamos aire, agua, alimento y cobijo: Teoría de la jerarquía de las necesidades humanas de Abraham Maslow, Pirámide de Maslow. 
El acoso inmobiliario es un tipo de especulación urbanística que prolifera al amparo del urbanismo desaforado. Mediante el acoso inmobiliario, los especuladores adquieren viviendas o solares en zonas urbanísticamente en alza a precios irrisorios, muy por debajo del precio de mercado. Su finalidad es el enriquecimiento torticero de una minoría de desaprensivos acosadores. Según la RAE, enriquecimiento torticero es el que, obtenido con injusticia y en daño de otro, se considera ilícito e ineficaz en derecho.

### Origen histórico
El acoso inmobiliario (real estate mobbing, landlord harassment, illegal eviction) tiene sus orígenes en EE. UU., en la primera mitad de la década de los sesenta. En aquel entonces se le denominaba, blockbusting (contracción de block - edificio o manzana de viviendas - y burst –reventar) y panic peddling (venta puerta a puerta por pánico).

## Legislación por país

### España

#### Código Penal - Ley Orgánica 10/1995, de 23 de noviembre, del Código Penal. BOE 24/11/1995. (Vigente hasta el 28 de octubre de 2015)
El acoso en el ámbito del legítimo disfrute de la vivienda, Acoso Inmobiliario, está tipificado en el Código Penal Español como delito de coacciones agravadas (art. 172.1) y como delito contra la integridad moral (art. 173.1). 
El art. 172.1 dice “El que, sin estar legítimamente autorizado, impidiere a otro con violencia hacer lo que la ley no prohíbe, o le compeliere a efectuar lo que no quiere, sea justo o injusto, será castigado con la pena de prisión de seis meses a tres años o con multa de 12 a 24 meses, según la gravedad de la coacción o de los medios empleados". 
El tercer párrafo de este apartado dice: "También se impondrán las penas en su mitad superior cuando la coacción ejercida tuviera por objeto impedir el legítimo disfrute de la vivienda".
El art. 173.1 dice “El que infligiera a otra persona un trato degradante, menoscabando gravemente su integridad moral, será castigado con la pena de prisión de seis meses a dos años.”. El párrafo segundo de este apartado dice: “Se impondrá también la misma pena al que de forma reiterada lleve a cabo actos hostiles o humillantes que, sin llegar a constituir trato degradante, tengan por objeto impedir el legítimo disfrute de la vivienda.”. 
Los delitos contra la integridad moral, que implican un contenido de acentuada humillación para la víctima (acoso inmobiliario, acoso laboral, acoso sexual, acoso escolar), están regulados en los arts. 172 a 177. Agrupan, junto a la tortura y otros malos tratos cometidos por funcionarios, una figura sin precedentes en nuestro ordenamiento: el delito de grave trato degradante contra la persona.
Cuando se haya comprometida la integridad moral es insoslayable la aplicación del art. 173.1, del C.P. La persona no tiene por qué resignarse aguantar el dolor moral que le ocasiona quien ilícitamente se empecina en doblegar su voluntad, en algunos casos recurriendo a la picaresca. El delito de acoso inmobiliario implica, en muchos casos, un delito de estafa (arts. 248, 249, 250, 251 y 251 bis del Código Penal).

#### Ley del Derecho a la Vivienda de Cataluña, Ley 18/2007, de 28/12 (DOGC 09/01/2008; BOE 27/02/2008)
Art. 45.2.c) El Acoso Inmobiliario, entendido como toda actuación u omisión con abuso de derecho que tiene el objetivo de perturbar a la persona acosada en el uso pacífico de su vivienda y crearle un entorno hostil, ya sea en el aspecto material, personal o social, con la finalidad última de forzarla a adoptar una decisión no deseada sobre el derecho que la ampara para ocupar la vivienda. A efectos de la presente ley, el acoso inmobiliario constituye discriminación. La negativa injustificada de los propietarios de la vivienda a cobrar la renta arrendaticia es indicio de acoso inmobiliario.
En el Proyecto de ley del Derecho a la vivienda en Cataluña el Acoso Inmobiliario se definía como, “conducta discriminatoria de apremio con abuso de derecho que tiene por finalidad perturbar a la persona acosada en el uso pacífico de su vivienda creando un entorno hostil, ya sea en el aspecto material o en el social o personal, con la finalidad última de forzar la adopción de una decisión no deseada sobre el derecho que le ampara en la ocupación de la vivienda.”.

#### Constitución Española
La persona claudica cuando se le presiona hasta el límite de su resistencia moral. La conculcación de necesidades esenciales (vivir bajo techo, ya sea en propiedad o en alquiler), compromete la integridad moral de la persona e interfiere el libre desarrollo de su personalidad, un derecho amparado por los artículos 10 y 15 de la Constitución.
Por unanimidad de todos los grupos políticos, el Senado del Reino de España aprobó el 19 de junio de 2001 una moción que instaba al Gobierno a legislar sobre el acoso y sus consecuencias sobre la personalidad del ciudadano.
Artículo 10 CE.- La dignidad de la persona, los derechos inviolables que le son inherentes, el libre desarrollo de la personalidad, el respeto a la ley y a los derechos de los demás son fundamento del orden político y de la paz social.
Artículo 15 CE.- Todos tienen derecho a la vida y a la integridad física y moral, sin que, en ningún caso, puedan ser sometidos a tortura ni a penas o tratos inhumanos o degradantes.

#### La Ley de Expropiación Forzosa: el acoso inmobiliario vs artículos: 1, 33 y 47 de la Constitución Española
La ley estatal de expropiación forzosa y la Ley Reguladora de la Actividad Urbanística (1994) han originado en España múltiples casos de abuso urbanístico, algunos se los cuales se pueden tipificar como casos de acoso inmobiliario institucional o acoso inmobiliario municipal (institutional housing harassment, municipal housing harassment, city council housing harassment, govermental housing harassment). Tanto la ONU como la Unión Europea han condenado de modo no vinculante los abusos urbanísticos que oculta la burbuja inmobiliaria española.
La Ley de Expropiación Forzosa que promulgó el general Franco el 16 de diciembre de 1954 ha sido declarada constitucional por el TC. En su artículo 1 dice: Es objeto de la presente Ley la expropiación forzosa por causa de utilidad pública o interés social a que se refiere el artículo 32 del Fuero de los Españoles, entiéndase artículo 33.3 de la Constitución (...)
El artículo 32 del Fuero de los Españoles reza: En ningún caso se impondrá la pena de confiscación de bienes. 
Nadie podrá ser expropiado sino por causa de utilidad pública o interés social, previa la correspondiente indemnización y de conformidad con lo dispuesto en las Leyes.
El artículo 33.3 de la Constitución Española dice: Nadie podrá ser privado de sus bienes y derechos sino por causa justificada de utilidad pública o interés social, mediante la correspondiente indemnización y de conformidad con lo dispuesto por las leyes.
Se infiere que la Ley de Expropiación Forzosa que nuestra democracia ha heredado de Franco no garantiza el derecho a la propiedad privada y a la herencia (artículo 33.1 CE). En consecuencia, gracias a la picaresca (artículo 248 CP) que conlleva la especulación urbanística. Presuntamente, en algunos casos las comunidades autónomas y los municipios españoles han ejercido impunemente acoso inmobiliario sobre la ciudadanía: acoso inmobiliario institucional, acoso inmobiliario gubernamental, acoso inmobiliario municipal (institutional housing mobbing, governmental housing mobbing, municipal housing mobbing, city council housing mobbing). 
El acoso inmobiliario institucional (gubernamental y municipal) atenta contra la dignidad de la persona (los derechos inalienables necesarios para el desarrollo de su personalidad; por ejemplo, el derecho a ocupación de una vivienda, ya sea en propiedad o en arrendamiento.

## Ejemplos de acoso inmobiliario

### Cine
Dos famosas películas han tratado el tema del acoso inmobiliario: La estrategia del caracol y Un lugar llamado Milagro (The Milagro beanfield war).

## Colectivos que luchan contra el acoso inmobiliario
- Taller VIU Taller contra la violència immobiliària i urbanística.
- PHRP Promoció d'Habitatge Realment Públic.
- FAVB Federació d'Associació de Veïns i Veines de Barcelona.

### Mobbing
- Hirigoyen, Marie-France. El acoso moral. El maltrato psicológico en la vida cotidiana. Paidós.
- Barquín Sanz, Jesús. Delitos contra la integridad moral. Bosch.
- García Inda, Andrés. Violencia formas jurídicas. Cedecs.

### Derecho a una vivienda digna
- Arévalo Gutiérrez, A. "Urbanismo y Comunidades Autónomas: la legislación autonómica en materia de ordenación del territorio y urbanismo. El ordenamiento de la Comunidad de Castilla-La Mancha". Revista Jurídica de Castilla-La Mancha.  N. 30, 2001.

- Arozamena Sierra, Jerónimo. "Consideraciones sobre el artículo 47 de la Constitución: La vivienda y el urbanismo en la Constitución". Ley - A. 17, n. 4189 (17 dic. 1996), p. 1-2.

- Bassols Coma, Martín. "Derecho a la vivienda: artículo 47º". En: Alzaga Villaamil, Óscar (dir.). Comentarios a la Constitución española de 1978. Cortes Generales, 1996-1999.

- Cabello de los Cobos y Mancha, Luis María. La protección inmobiliaria del consumidor en la Comunidad Europea. Centro de Estudios Registrales, 1994.

- Durán y Lalaguna, Paloma. "Sobre la interpretación del derecho a la vivienda". Revista general de derecho - A. 53, n. 630 (marzo de 1997), p.1867-1889.

- García de Enterría, Eduardo; Parejo Alfonso, Luciano. Lecciones de derecho urbanístico. 2ª ed., Civitas, 1981.

- García Macho, Ricardo. Las aporías de los derechos fundamentales sociales y el derecho a una vivienda. Madrid: Instituto de Estudios de Administración Local, 1982.

- García-Bellido, Javier. "La especulación del suelo, la propiedad privada y la gestión urbanística". Ciudad y Territorio - N. 53 (1982), p. 45-73.

- Jiménez-Blanco, Antonio. "El derecho a una vivienda digna y adecuada". En Comentario a la Constitución socio-económica de España. Albolote (Granada): Comares, 2002, p. 1711-1726.

- Leyes administrativas. Edición preparada por Luis Martín Rebollo. 9ª ed. Cizur Menor (Navarra): Aranzadi, 2003.

- Rebolledo Varela, Ángel L. "Las viviendas de protección oficial: aproximación a su régimen jurídico". En Derecho Privado y Constitución, - N. 6 (1995).

- Datos: Q8187647